# Böse Wetter
Böse Wetter sind im Bergbau schädliche Gasgemische. Diese entstehen durch die Vermischung der Atemluft mit Gasen, die entweder aufgrund ihrer toxischen Eigenschaften oder aufgrund der Verdrängung von Sauerstoff für den Menschen schädlich sind. Bergleute dürfen nach einer Betriebsunterbrechung die Grubenbaue, in denen böse Wetter nicht ausgeschlossen werden können, erst nach einer Wettermessung wieder betreten.

## Geschichtliches
Die Bezeichnung Böse Wetter verbanden die Bergleute im frühen Bergbau mit der Vorstellung, dass es sich hierbei um einen Drachen handele, der seinen feuerspeienden Atem in die Stollen blies. Agricola schrieb über diese geisterhaften Tiere:

„Diese Thiere die schrecklich anzusehen und sehr feindlich gegen die Arbeiter gesinnt sind. Da ist ein solch Thier bei Annaberg in der Grube, genannt Rosenkranz, welches zwölf Menschen mit dem Hauche seines Rachens tödtete. Es sprühete seinen Flammenhauch aus, so oft es den Rachen öffnete und erschien gewöhnlich in Gestalt eines Pferdes. In der St. Georgs-Grube zu Schneeberg war eines mit schwarzem Felle, welches Arbeiter in die Luft blies nicht ohne große Gefahr für seinen Körper.“

Später erst wurde bekannt, dass es sich bei diesem Flammenhauch um eine Explosion handelte und der böse Atem die nachfolgenden giftigen Schwaden waren.

## Zusammensetzung und Entstehung
Die Zusammensetzung der bösen oder giftigen Wetter ist je nach Bergwerk sehr unterschiedlich. Die Bildung der bösen Wetter erfolgt durch Verbrennung, Fäulnisprozesse, durch Oxidation, durch den Gebrauch von Sprengmitteln, durch das Ausströmen von Gaseinlagerungen im Gestein oder durch Schleichwetterströme aus dem Alten Mann. Durch den Verbrauch von Sauerstoff bildet sich Kohlenstoffdioxid, von den Bergleuten als Kohlensäure bezeichnet. Kohlenstoffdioxid hat die Eigenschaft, sich im Bereich der Sohle oder an Vertiefungen wie dem Schachtsumpf bei Abteufarbeiten, anzusammeln. Solche stark kohlenstoffdioxidhaltigen Wetter werden schwere Wetter oder Schwaden genannt. Im Harzer Bergbau wurden diese Schwaden kalter Dampf genannt. Eine weitere Art der bösen Wetter sind die brandigen Wetter. Diese Gasgemenge entstehen infolge von Grubenbränden in Steinkohlengruben. Wenn es zum Brand der Steinkohle kommt, entstehen Gase wie Kohlenstoffmonoxid und Kohlenstoffdioxid. Als Folge der Bildung von Kohlenstoffdioxid bildet sich mit Grubenwasser Kohlensäure. Da in fast jedem Flöz Anteile von Schwefel und Kiese vorhanden sind, bildet sich durch die Verbindung mit Feuchtigkeit Schweflige Säure. Dieses Gasgemisch besitzt einen eigentümlichen, widerwärtigen Geruch. Durch das früher im Erzbergbau angewendete Feuersetzen wurden Gifte wie Arsen als Dämpfe freigesetzt. So entstanden in den Zinnerzgruben arsenige Säuren, die sich mit den, beim Abbrennen des Holzes entstehenden, Rußpartikeln vermischten und oftmals tagelang im Wetterstrom befanden. In abgesoffenen Grubenbauen bildet sich durch die Zersetzung von Schwefelkies das giftige Gas Schwefelwasserstoff. In Quecksilberbergwerken kann es zur Verflüchtigung des Quecksilbers kommen, welches mit der Atemluft vermischt wird. Durch die Zersetzung tierischer Exkremente entsteht das giftige Gas Ammoniak. Diese durch Fäkalien entstandenen Fäulnisgase können sich in Verbindung mit Fäulnispartikeln mit der Atemluft vermischen. Diese Gemische werden als Miasmen bezeichnet.

## Auswirkungen
Da die giftige Wirkung der einzelnen Gasarten recht unterschiedlich ist, kommt es auf ihre Konzentration in der Atemluft an. Für Gase wie Schwefelwasserstoff oder Kohlenstoffmonoxid sind im Bergbau bestimmte Höchstgrenzen vorgeschrieben. Obwohl Kohlenstoffdioxid selbst nicht giftig ist, ist das Einatmen von kohlensäurehaltiger Luft mit einem Volumenanteil von fünf Prozent bereits schädlich. Kohlenstoffmonoxid ist im Gegensatz zum Kohlenstoffdioxid selbst giftig. Das Tückische an diesem geruchlosen Gas ist, dass ein Vorhandensein von Kohlenstoffmonoxid erst bemerkt wird, wenn es bereits zu einer Vergiftung gekommen ist. Bereits 200 ppm führen nach 1–1,5 Stunden zur Ohnmacht und bei längerem Aufenthalt zum Tod. Bei Kohlenstoffmonoxidvergiftungen tritt der Erstickungstod sehr schnell ein. Es wurden nach Grubenunglücken durch Kohlenstoffmonoxid vergiftete Bergleute gefunden, deren Leichen noch in der vorherigen Arbeitshaltung verharrten und die mit einem Lächeln im Gesicht aufgefunden wurden. Arsenikhaltige Dämpfe führen zur Bewusstlosigkeit, die betroffenen Bergleute sehen so bleich aus, als wären sie bereits tot. Schwefelwasserstoff ist noch wesentlich giftiger als Kohlenstoffmonoxid. Bereits bei einem Volumenanteil von 0,1 Prozent Schwefelwasserstoff in der Atemluft verliert ein Mensch beim Einatmen dieser Luft nach kurzer Zeit das Bewusstsein und stirbt. Ein Pferd stirbt bei einer Konzentration von 0,25 Prozent. Allerdings ist schwefelwasserstoffhaltige Luft an dem für Schwefel charakteristischen strengen Geruch nach faulen Eiern zu erkennen. Miasmen sind gesundheitsgefährlich, der Mensch kann beim Einatmen Krämpfe bekommen. Bei höherer Konzentration können diese Stoffe tödlich wirken.

## Aufenthalt in bösen Wettern
Da der Aufenthalt und die Fahrung in bösen Wettern für den Menschen sehr gefährlich ist, wurden verschiedene Atmungsgeräte entwickelt, die den Aufenthalt in den bösen Wettern für eine bestimmte Zeitspanne ermöglichen. Es gibt unterschiedliche Varianten, von einfachen Gesichtsmasken über Schlauchapparate bis zu Tornistergeräten. Gesichtsmasken können, je nach Aufbau der Filter und Zusammensetzung der verwendeten Chemikalien, Kohlensäure oder Kohlenstoffmonoxidgas absorbieren und ermöglichen die Fahrung in mit diesen Gasen vermischter Atemluft. Für den Steinkohlenbergbau wurden Atemschutzgeräte, die Filterselbstretter, entwickelt, die den Bergleuten als Fluchtgerät bei einem Grubenbrand mit Entwicklung von Kohlenstoffmonoxid dienen. Im Salzbergbau kommt es mitunter zu Gasausbrüchen mit Kohlenstoffdioxid, für diese Ereignisse wurden besondere Atemschutzgeräte  entwickelt. Für einen längeren Aufenthalt in bösen Wettern werden auch spezielle Fluchtkammern eingesetzt.

## Früherkennung
Da selbst ein kurzer Aufenthalt in bösen Wettern für den Bergmann tödlich sein kann, ist eine wirksame Früherkennung von bösen Wettern sehr wichtig. Dazu setzten die Bergleute anfangs nach einem Grubenbrand oder einer Schlagwetterexplosion Kanarienvögel ein. Die Vögel wurden in einem speziellen tragbaren Käfig mitgeführt, um eventuell noch vorhandenes Kohlenstoffmonoxid zu erkennen. Im Erzbergbau nahmen die Bergleute ihre Kanarienvögel auch während der normalen Schicht mit in die Grube. Hörte der Vogel plötzlich auf zu singen, werteten die Bergleute dies als Warnsignal und verließen die Stollen. In einzelnen Fällen wurden auch Mäuse Untertage zur Früherkennung von Kohlenstoffmonoxid eingesetzt. Da Mäuse zehnmal schneller der Wirkung des Kohlenstoffmonoxids erliegen, wurden die Tiere in Käfigen vereinzelt in den verdächtigen Grubenbauen gehalten. Da die Tiere aber nicht überall zur Hand waren und die Methode umständlich war, konnte sie sich nicht durchsetzen. Im modernen Bergbau werden spezielle auf das jeweilige Gas abgestimmte Messgeräte zur Früherkennung eingesetzt. Für die Handmessungen durch Aufsichtspersonen gibt es Messgeräte mit Prüfröhrchen. Für eine kontinuierliche Messung werden in bestimmten Grubenbauen elektronische Gasmessgeräte eingesetzt.